# Halichoeres bivittatus
Espèce
Synonymes
- Choerojulis arangoi Poey, 1876
- Choerojulis arangoi Poey, 1876
- Choerojulis grandisquamis Gill, 1863
- Choerojulis grandisquamis Gill, 1863
- Julis humeralis Poey, 1860
- Julis humeralis Poey, 1860
- Labrus bivittatus Bloch, 1791
- Labrus bivittatus Bloch, 1791
- Labrus multicostatus Gronow, 1854
- Labrus multicostatus Gronow, 1854
- Labrus psittaculus Lacepède, 1801
- Labrus psittaculus Lacepède, 1801
- Platyglossus florealis Jordan & Gilbert, 1882
- Platyglossus florealis Jordan & Gilbert, 1882

Statut de conservation UICN

 LC  : Préoccupation mineure
Halichoeres bivittatus, communément nommé 'labre à deux bandes est un poisson de la famille des Labridae, endémique des eaux tropicales de l'Océan Atlantique ouest.

## Description
Halichoeres bivittatus est un poisson de petite taille qui peut atteindre une longueur maximale de 35 cm.
Le corps est fin, relativement allongé, sa bouche est terminale et la teinte du corps varie en fonction de trois stades de croissance:
- La phase dite « terminale », soit quand il devient mâle, le corps a des reflets verdâtres, la tête est couverte d'un entrelacs de lignes rose, un petit point noir est visible juste au-dessus de la nageoire pectorale sur le bord supérieur de l'opercule. deux lignes sombres ou violettes longitudinales ornent les flancs. La queue tronquée est transparente et colorée de rose. 
- La phase « initiale » ou intermédiaire, le poisson est alors femelle et la coloration de fond de son corps est blanc nacré avec des nuances rosées, il possède également deux lignes sombres longitudinales, dont la médiane part du museau et parcourt le corps traversant l’œil jusqu'au pédoncule caudal. La ligne ventrale peut être ocre, voire estompée au point de ne pas être visible. Un point bicolore vert et jaune caractéristique est situé au-dessus de la nageoire pectorale.
- La phase « juvénile », le corps est blanc doté des deux lignes longitudinales toujours visibles dans la phase initiale.

## Distribution & habitat
Halichoeres bivittatus est présent dans les eaux tropicales et subtropicales de l'Océan Atlantique occidental soit des côtes de l'état de la Caroline du Nord au Brésil incluant les Bermudes, le Golfe du Mexique et la zone Caraïbes,.
Ce labre est généralement associé aux zones récifales de la surface à 15 m de profondeur, il est par contre peu commun dans les herbiers ,. 

## Biologie
Le régime alimentaire de ce labre est constitué essentiellement de petits poissons et de petits gastéropodes ,.
L'espèce est hermaphrodite successive de type protogyne (la femelle devenant mâle) et la reproduction se fait par ponte (frayère).

## Statut de conservation
L'espèce ne fait face à aucune menace importante au-delà de la collecte occasionnelle pour des aquariums, elle est toutefois classée en Préoccupation mineure (LC) par l'UICN.